# Аматус
Амату́с (греч. Αμαθούς), Амафу́нта (греч. Αμαθούντα) или Аматунта— один из древнейших городов Кипра, находящийся на южном побережье острова в 10 км к востоку от Лимассола и в 39 км к западу от Ларнаки. Аматус, как и Пафос, был одним из важнейших мест поклонения Афродите в древности, но развалины города сохранились хуже. В русскоязычной литературе этот город чаще называется Амафунтом.

## Древнейшие времена и античность
История Аматуса является смесью мифов и истории. В бронзовом веке города на его месте ещё не было, а первые следы человеческой деятельности в этой местности датируются археологами в эпоху раннего железного века около 1100 года до н. э. Легендарным основателем города считается Кинир, отец Адониса и основатель культа Афродиты на острове, который назвал город в честь своей покойной матери Аматус (Аматеи). Так же существует легенда, согласно которой Тесей бросил свою возлюбленную Ариадну в священной роще под названием Аматуса, где та умерла во время рождения ребёнка и была там же похоронена. В этой роще находилось святилище Афродиты и её священный лес, и впоследствии этим же именем стал именоваться появившийся город. Также, согласно преданиям древними жителями Аматуса были представители народа пеласгов.
Аматус был построен на прибрежной скале с естественной гаванью в непосредственной близости, и на ранних этапах своей истории был процветающим городом. В VIII веке до н. э. в городе был сооружён дворец и порт, который способствовал развитию торговли с Грецией и Левантом. Своё богатство город нажил в основном за счёт экспорта своего зерна, а также благодаря своим рудникам меди и развитому овцеводству.
Наиболее древними археологическими объектами являются гробницы раннего железного века (1000-600 годы до н. э.) периода греко-финикийского влияния. Аматус упоминается как один из десяти городов-государств в анналах (табличках) ассирийского царя Асархаддона (668 год до н. э.), где идентифицировался с городом Картихадасти (по-финикийски «Новый город»).
Население Аматуса в период X—V веков до н. э. говорило в основном на этеокипрском языке (однако греческий язык использовался и имел высокий статус), в отличие от остальной части острова, где греческий язык был разговорным. Тем не менее, признаки этнической обособленности Аматуса от остального Кипра отсутствуют, а имена местных правителей являются греческими.
На высокой скале вблизи города был построен храм Афродиты, которая стала считаться покровительницей города под именем Афродиты Аматузы. В I веке до н. э. началось сооружение ещё одного храма Афродиты в местности, где устраивались празднества в честь Адониса, на которых спортсмены соревновались в охоте на кабанов, а также в танцах и пении. Но строительство храма так и не было завершено и прекратилось на заключительном этапе.
Аматус на протяжении своей древней истории был в основном проперсидским городом, что продемонстрировано его отказом вступить в греческую лигу наместника Саламина Онесила, из-за которого вскоре на Кипре произошло восстание против империи Ахеменидов (500 — 494 годы до н. э.) и Аматус даже подвергся вражеской осаде, хотя и неудачной. Вскоре Аматус отомстил Онесилу, и по сообщениям Геродота жители Аматуса отрезали ему голову и повесили над своими городскими воротами. За время, что она там висела, в ней поселился рой пчёл. По совету оракула жители затем сняли голову и с почестями её похоронили, а также стали устраивать в его честь ежегодные почести, как герою.
Около 385 — 380 годов до н. э. Аматусу противостоял Саламин под руководством Эвагора, а также Китиону и Солам. В 332 году до н. э. царь Аматуса Андрокл перешёл на сторону Александра Македонского и принял участие в осаде Тира. В то же время его политическое значение постепенно сошло на нет, но процветающие там культы Афродиты и Адониса оставались известными длительное время. Эпитет «аматуский» в римской поэзии встречался намного чаще, чем «кипрский», что свидетельствует о большой славе города. Во времена Римской империи город стал столицей одного из четырёх административных районов Кипра.

## Средние века
С приходом на остров христианства культы древних божеств соответственно исчезли, таким образом, город утратил своё некогда религиозное значение, известное на весь античный мир. С IV века в Аматусе был христианский епископ. После смерти епископа Мемнона, епископом здесь был Тихон Амафунтский. В VII веке город всё ещё был полон жизни: в 616 году его уроженцем стал будущий александрийский патриарх Иоанн Милостивый, а в 640 — Анастасий Синаит.
В 1191 году, когда Ричард I Львиное Сердце захватывал Кипр, город был почти пуст. Многие древние могилы и захоронения были разграблены, а камни от некогда красивых храмов и зданий были перевезены в соседний город Лимасол для строительства новых сооружений. В 1869 году, по прошествии многих веков, оставшиеся камни от города были использованы для строительства Суэцкого канала. Таким образом, город почти полностью стерт с лица земли, за исключением отдельных фрагментов городской стены и некоторых развалин на местном акрополе.

## Современность
В 1870-х годах Луиджи Пальма ди Чеснола проводил раскопки в некрополе Аматуса, и его находки пополнили коллекции Британского музея и Метрополитена. Более современные раскопки начались в 1980 году и продолжаются до сих пор. К настоящему времени археологами обнаружены акрополь, храм Афродиты, рынок, городская стена, базилика и порт. Многие позднейшие находки были размещены в Музее Кипра в Никосии, а также в Районном археологическом музее в Лимасоле.
В настоящее время недалеко от руин древнего города находится деревня Агиос-Тихонас, названная в честь святого Тихона, епископа Аматуса.